# 2003 à la télévision
| Années de la télévision : 2000 - 2001 - 2002 - 2003 - 2004 - 2005 - 2006    |
| Décennies de la télévision : 1970 - 1980 - 1990 - 2000 - 2010 - 2020 - 2030 |

Cet article présente les faits marquants de l'année 2003 à la télévision.

## Événements
- 23 avril : Création de la chaîne Boomerang.
- 21 juin : nouvel habillage de Toon Disney, Disney Channel et Playhouse Disney.
- 28 novembre : Remplacement de MCM 2 par MCM Pop et création de MCM Top
- 3 décembre : Création de la chaîne Piwi.

## Émissions
- 6 janvier : Zone rouge (TF1)
- 6 janvier : La Cible (France 2)
- 18 janvier : La Maison France 5 (France 5)
- 11 février : première émission Le Grand Concours des animateurs (TF1 )
- 26 février : première émission Code de la route , Le grand examen (France 2 )
- mars : Fear Factor (TF1)
- 8 mars : première émission de 15 minutes pour le dire (TMC)
- 5 avril : Première émission : Le Grand Blind Test (France 2)
- 26 avril : Nice People (TF1)
- 1er septembre : Tout vu tout lu (France 2)
- 1er septembre : 20h10 pétantes (Canal+)
- 8 septembre : C'est pas trop tôt ! (M6)
- 3 octobre : Début de l'émission Les 100 plus grands... sur TF1.

### Émissions culturelles
- Eurasia : À la conquête de l'Orient par Patrick Cabouat sur NHK (2003) et France 5 (2004)
- L'Origine du christianisme par Jérôme Prieur et Gérard Mordillat sur Arte

## Documentaires
- Le Mystère des sources du Nil par Stéphane Bégoin sur Arte
- Les Momies du Taklamakan par Olivier Horn sur Arte
- Sur la trace des Celtes par Marc Jampolsky sur Arte

## Séries télévisées
- Fin de l'émission pour enfants Mona le vampire diffusée sur les ondes de YTV au Canada.
- 4 janvier : Début de la série télévisée Smallville sur M6. Cette série innove à la télévision en permettant d'introduire de meilleurs effets spéciaux (Propriété de Warner Bros. Entertainment, Smallville a beaucoup profité des avancées visuelles de Matrix).
- 10 mai : Début de la deuxième saison de Scrubs en France, sur TPS Star.
- 3 septembre : Début de la série d'animation Code Lyoko sur France 3.
- 23 septembre : Début de la série télévisée NCIS : Enquêtes spéciales aux États-Unis sur CBS (saison 1)
- 2 octobre : Début de la troisième saison de Scrubs aux États-Unis.
- 16 octobre : Fin de Un gars, une fille. Cette série va être rediffusée jusqu'en 2016 sur France 4.

## Principales naissances
- 18 septembre : Aidan Gallagher, acteur américain.

## Principaux décès
- 19 mars : Émile Genest, acteur québécois (° 27 juillet 1921).
- 22 mars : Terry Lloyd, journaliste britannique tué dans un tir croisé lors de l'opération liberté irakienne (° 21 novembre 1952).
- 18 avril : Jean Drucker, dirigeant de télévision français, PDG de M6 - Métropole Télévision (1998, France) (° 12 août 1941).
- 14 mai : Robert Stack, acteur américain (° 13 janvier 1919).
- 13 juin : Guy Lux, producteur et animateur de jeux et de divertissements télévisés français (° 21 juin 1919).
- 6 juillet : Buddy Ebsen, acteur, chanteur, producteur et compositeur américain (° 2 avril 1908).
- 11 juillet : Monique Messine, actrice et chanteuse, française (° 2 avril 1940).
- 9 septembre : Larry Hovis, acteur américain. Sergent Andrew Carter dans la série Papa Schultz (° 20 février 1936).
- 11 septembre : John Ritter, acteur, humoriste et producteur américain ( ° 17 septembre 1948).
- 9 novembre : Art Carney, acteur et producteur américain (° 4 novembre 1918).
- 24 novembre : Martine Chardon, journaliste et animatrice de la télévision française (° 13 novembre 1947).

## Référence
- Jest, F. (2003). La télévision au quotidien: entre réalité et fiction. De Bock Supérieur.